# نگهداری ماهیان

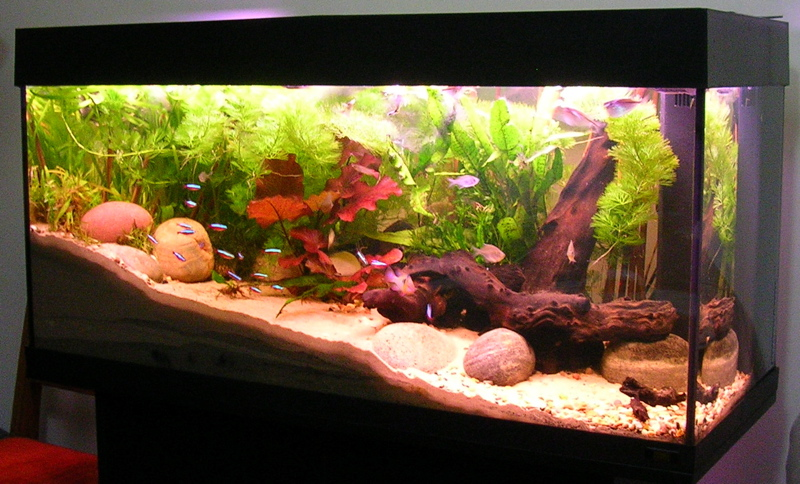
یک آکواریوم آب شیرین

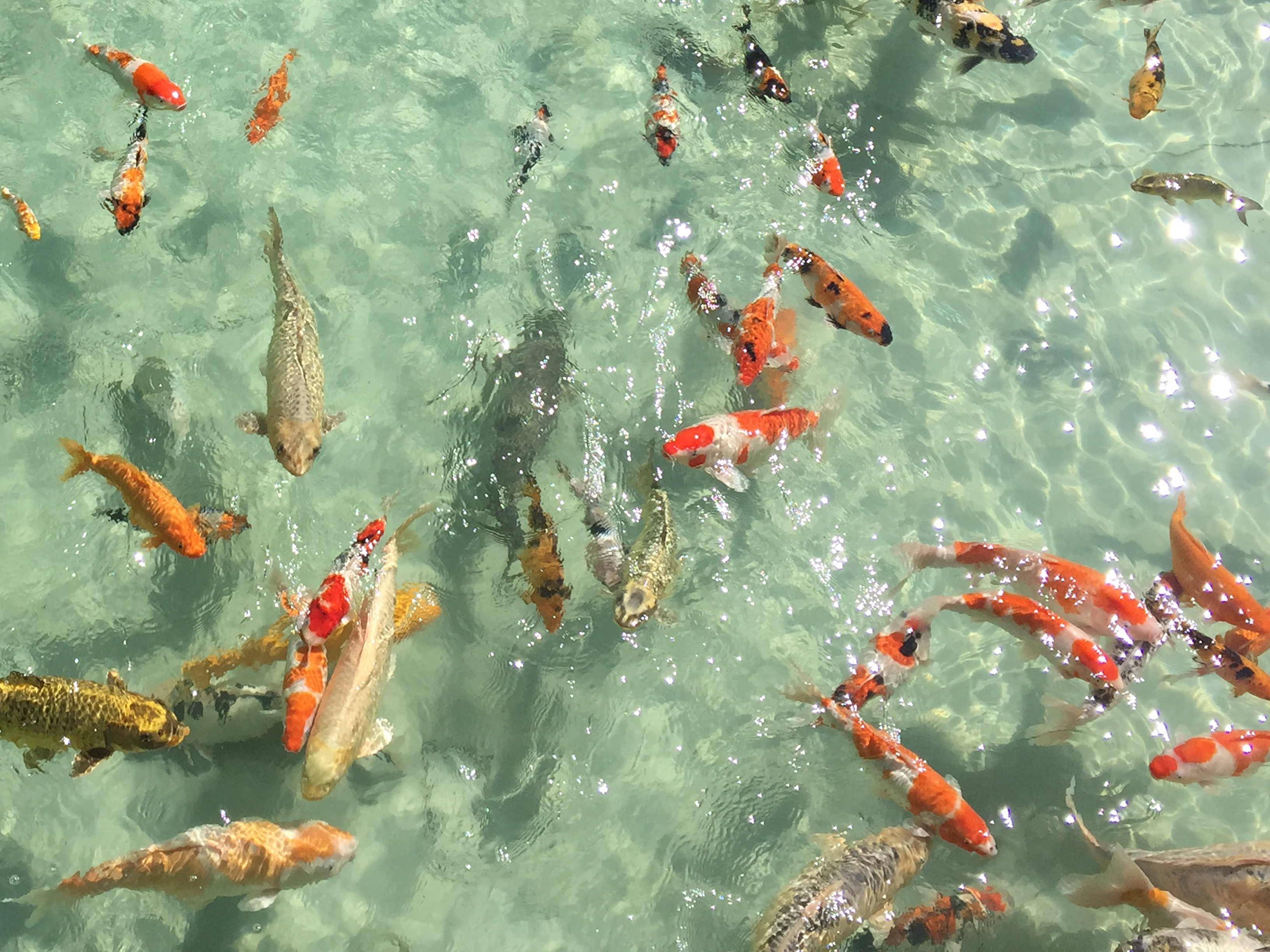
کپور گلگون (و ماهی قرمز) برای سده‌ها در چین و ژاپن در حوضچه‌های تزئینی نگهداری می‌شدند.

نگهداری ماهیان (یا ماهی‌داری) (به انگلیسی: Fishkeeping)، یک سرگرمی محبوب است که توسط آکواریوم‌داران انجام می‌شود و به نگهداری ماهی در آکواریوم خانگی یا حوض باغ مربوط می‌شود. همچنین یک صنعت ماهیگیری نیز وجود دارد که به عنوان شاخه‌ای از کشاورزی خدمت می‌کند.
ماهیان هزاران سال است که به عنوان غذا در استخرها و برکه‌ها پرورش داده می‌شوند. نمونه‌های رنگارنگ یا رام ماهی در این استخرها گاهی به جای غذا به عنوان حیوان خانگی ارزش‌گذاری شده‌اند. بسیاری از فرهنگ‌ها، باستانی و نوین، ماهی را برای هدف‌های کاربردی و تزئینی نگهداری می‌کنند.